# بوچ جوینر
هری سی. «بوچ» جوینر (متولد ۲۶ آوریل ۱۹۴۵) بازیکن سابق بسکتبال حرفه‌ای اهل ایالات متحده آمریکا است. او در انجمن بسکتبال آمریکا ایندیانا پیسرز در دو بازی در فوریه ۱۹۶۹ بازی کرده است.